# Skiron (syn Pelopsa)
Skiron (także Scirron, Skejron; gr. Σκίρων Skírōn, Skeirōn, łac. Sciron) – w mitologii greckiej rozbójnik attycki.
Uchodził za syna Pelopsa (lub Posejdona i Henioche). Czatował na wędrowców na nadmorskiej skale, której skrajem prowadziła droga. Napadniętego zmuszał do umycia sobie nóg, po czym kopnięciem strącał go w przepaść morską, na pastwę ogromnego żółwia. W podobny sposób został zgładzony przez Tezeusza.